# فوزي بركاتي
فوزي بركاتي (بالأحرف اللاتينية Faouze Barkati) منتج وكاتب موسيقي يعمل منذ سنوات مع Yanis Records في فرنسا وانشهر بإطلاقه لموسيقى كودورو الأنغولية الأصل، مع عناصر برتغالية وأوروبية وأميركية وخصوصا مع المغني البرتغالي من أصل أنغولي والمقيم في فرنسا Lucenzo خصوصا بأغنية "Vem Dançar Kuduro" ونسختها الإسبانية بأداء دون عمر ولوسينزو بعنوان "Danza Kuduro". كما استعملت الأغنية في فيلم "Fast Five" عام 2011.